# Snos
Snos is een plaats in de gemeente Slunj in de Kroatische provincie Karlovac. De plaats telt 8 inwoners (2001).